# Antinomie kantiane
Le antinomie kantiane si riferiscono ad "antinomia"  (dal greco αντι, preposizione che indica una contrapposizione, e νομος, legge), un particolare tipo di ragionamento che indica la compresenza di due affermazioni contraddittorie, ciascuna delle quali in confronto all'altra potrebbe esser vera o falsa. In questa situazione non è possibile applicare il principio di non-contraddizione. Kant è stato il primo ad applicare la parola "antinomia" nel linguaggio filosofico.

## La Dialettica trascendentale
Kant tratta delle antinomie nella Critica della ragion pura e più precisamente nella critica della "Cosmologia razionale" contenuta nella Dialettica trascendentale, dove il filosofo tedesco intende motivare la necessità profonda che spinge l'uomo a indagare, utilizzando ragionamenti fallaci, su argomenti che vanno oltre l'esperienza. Ciò è dovuto – afferma Kant – al desiderio innato della mente umana che la spinge a voler trovare un sapere totale della realtà mentre la sua conoscenza non può superare i limiti della contingente esperienza sensibile. Questa esigenza di totalità si esprime in tre idee prive di un reale contenuto empirico: esse, semmai, esprimono soltanto un bisogno metafisico di totalità che rimarrà insoddisfatto.
- idea dell'anima: intesa come una totalità dei fenomeni interni;
- idea del mondo (o cosmo): inteso come totalità dei fenomeni esterni;
- idea di Dio: come totalità di tutte le totalità e fondamento di ogni cosa.

A ciascuna di queste tre idee viene associata una presunta scienza che, procedendo erroneamente oltre il limiti del pensiero, giunge a conclusioni sbagliate.
- L'anima è studiata dalla psicologia razionale dove si dimostra l'impossibilità di conoscerla scientificamente;
- la cosmologia razionale, che indaga sul mondo;
- Dio è invece l'oggetto di studio della teologia razionale o naturale, che non potrà mai dimostrarlo razionalmente.

### La cosmologia razionale
Il mondo infine, come la totalità dei fenomeni esterni,  è studiato dalla cosmologia razionale che pretende di riuscire a spiegare il cosmo nella sua totalità, cosa impossibile a partire dal fatto che è impossibile avere un'esperienza di tutti i fenomeni. Pertanto i metafisici, quando tentano di spiegare l'universo, cadono in procedimenti razionali contraddittori in se stessi: le antinomie, cioè due ragionamenti egualmente veri e falsi poiché, mancando un criterio valido basato sull'esperienza, è impossibile operare una scelta.

#### Prima antinomia
Finito ↔ Infinito
- Tesi: il mondo ha un inizio nel tempo e, nello spazio, è chiuso dentro limiti.
- Antitesi: Il mondo è infinito sia nel tempo che nello spazio.

Nella dimostrazione Kant fa riferimento alla categoria della quantità.

#### Seconda antinomia
Divisibilità ↔ Indivisibilità
- Tesi: ciascuna cosa è composta da parti semplici che costituiscono altre cose composte da parti semplici.
- Antitesi: non esiste nulla di semplice, ogni cosa è complessa.

Nella dimostrazione Kant fa riferimento alla categoria della qualità.

#### Terza antinomia
Libertà ↔ causalità
- Tesi: La causalità secondo le leggi della natura non è la sola da cui possono essere derivati tutti i fenomeni del mondo. È necessario ammettere per la spiegazione di essi anche una causalità per la libertà.
- Antitesi: Nel mondo non c'è nessuna libertà, ma tutto accade unicamente secondo leggi della natura.

Nella dimostrazione Kant fa riferimento alla categoria della relazione.

#### Quarta antinomia
Dio causa prima ↔ Natura
- Tesi: esiste un essere necessario che è causa del mondo.
- Antitesi: non esiste alcun essere necessario, né nel mondo né fuori dal mondo che sia causa di esso.

Nella dimostrazione Kant fa riferimento alla categoria della modalità.

## Le antinomie rapportate al pensiero scientifico moderno

### Prima antinomia
Invece l'antitesi vale in alcune altre ipotesi cosmologiche, ad esempio nel modello inflazionario o  nella   teoria dello stato stazionario che sono alternativi alle ipotesi che assumono un Big Bang nell'origine dell'universo. La sua base filosofica è il cosiddetto Principio cosmologico perfetto, che afferma che il nostro punto di osservazione dell'Universo non sarebbe per nulla particolare, non solo dal punto di vista della posizione, ma anche da quello temporale: non solo l'uomo, la Terra, il Sole o la Via Lattea non sono al centro dell'Universo (né in alcun'altra posizione privilegiata), ma su scala cosmologica anche l'epoca in cui viviamo non sarebbe significativamente differente da ogni altra. L'universo su grande scala sarebbe quindi eterno ed immutabile.

in breve: 
TESI — il mondo è limitato, ha inizio e fine
ANTITESI — il mondo è infinito. 
quale delle due è vera? Non possiamo saperlo secondo Kant, nonostante sia una questione dibattuta da secoli, perché non abbiamo esperienza diretta del mondo come totalità.

### Seconda antinomia
La fisica delle particelle è ancora alla ricerca dei costituenti ultimi della materia, e tuttavia anche questi, per via delle proprietà della meccanica quantistica, possono essere interpretati come sovrapposizioni di più stati o particelle. Altri modelli, come la teoria delle stringhe ritornano alla teoria del continuo, ritenendo le particelle "proiezioni" in 3 dimensioni delle stringhe, definite continue, che ne hanno invece 10 o 11. Altre teorie ancora, come la gravitazione quantistica a loop, ritengono invece che esistano granelli indivisibili (quanti) persino dello spaziotempo.

### Terza antinomia
Sebbene la teoria delle variabili nascoste nella meccanica quantistica sia ormai screditata, e quindi varrebbe la tesi della terza antinomia, esistono dimostrazioni di come il comportamento quantistico possa emergere da sistemi complessi e non lineari, anche se nessuno sa come darne prova sperimentale.

### Quarta antinomia
I lavori di John Conway sui numeri surreali e la prova ontologica di Kurt Gödel sono esempi di come sia possibile "inserire matematicamente" una causa prima a conferma della tesi della quarta antinomia..